# Club Argentino de Pilotos

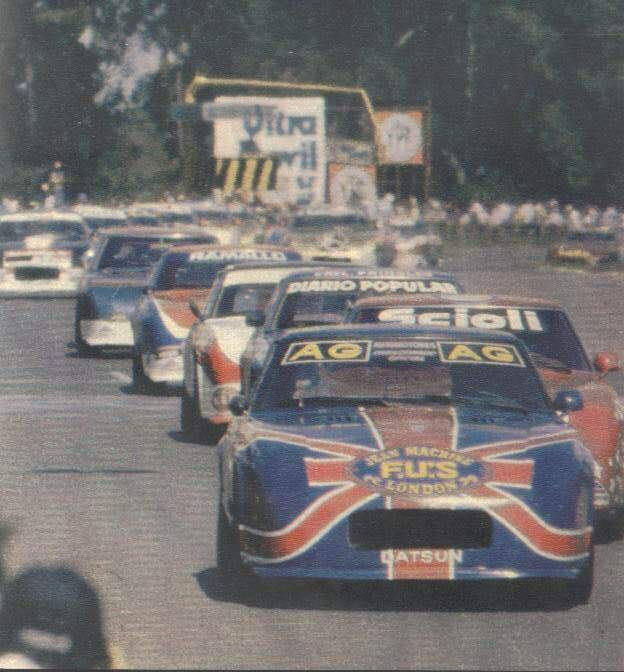
Juan María Traverso lidera el grupo de pilotos de una carrera, 1982.

El Club Argentino de Pilotos (CAP) fue una categoría de automovilismo argentino. Se desarrolló entre 1982 y 1991.
Los modelos inicialmente utilizados fueron los Datsun 280 ZX, que más tarde fueron reemplazados por los Nissan 300 ZX.
Fue fundada en 1982 con la importación de los Datsun 280 ZX que fueron manejados por los pilotos destacados de la época: Juan María Traverso, Luis Rubén di Palma, Osvaldo Abel López, Jorge Raúl Recalde, Ernesto Bessone, Silvio Oltra y Esteban Fernandino entre otros.

## Historia
Allá por el año 1982, el automovilismo nacional se vio beneficiado por la llegada de la televisión, gracias a las transmisiones en directo de ATC (Argentina Televisora Color), Este acontecimiento dio pie para la creación de una categoría monomarca.
El gestor de la idea fue Carlos Pairetti, campeón 1968 de TC. Los vehículos elegidos fueron los Datsun 280 ZX, los cuales se comercializaban en nuestro país gracias al por entonces novedoso régimen de importación automotriz que permitía el ingreso de autos más modernos y de mayor tecnología. Aquellos Datsun estaban equipados con un motor de seis cilindros en línea de 2800 cc, inyección electrónica multipunto Bosch, caja de cinco velocidades, tracción trasera y freno de disco en las cuatro ruedas. La velocidad máxima era superior a los 200 km/h.
La preparación de los autos era prácticamente estándar. Solamente se reemplazó el múltiple de escape por otro del tipo deportivo. Se instalaron jaulas antivuelco y se modificaron los interiores. Las trompas fueron reemplazadas por otras construidas con fibra de vidrio, y en la parte trasera se colocó un alerón. Ambos elementos fueron desarrollados por Tulio Crespi.
El debut se produjo el 15 de febrero de 1982 en el autódromo de Balcarce. Esos primeros años estuvo formada por pilotos como Juan María Traverso, Guillermo Kissling, Luis Rubén Di Palma, Cocho López o Tito Bessone. Durante los primeros años también transitó por circuitos semipermanentes y callejeros, como los de Mar del Plata y Santa Fe.

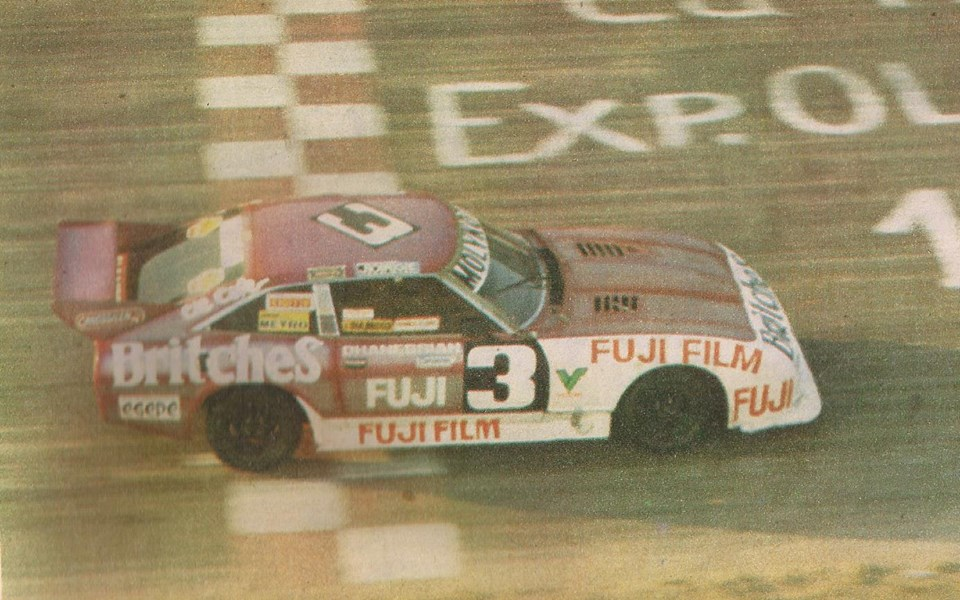
Datsun de Gustavo Der Ohanessian, 1985.

Las competencias se realizaban en diversos escenarios del automovilismo nacional y siempre ante una gran convocatoria de público. Por otra parte, fue esta categoría la que comenzó con las televisaciones en directo -en aquel momento en Canal 7 de Argentina (ATC)Deportes, Caros Publicidad, Coche A La Vista Televisión y Raies Producciones-, con los relatos de Héctor Acosta, comentarios, datos y estadísticas de Raúl Alberto Barceló y con la presencia de Felipe McGough en boxes. También la transmitió el equipo periodístico Campeones del Camino de la familia de Carlos Alberto Legnani (padre) también por ATC Argentina Televisora Color mediados de la temporada 1989, hasta finales de la temporada 1992 las presentaciones previas las hacia Carlos Alberto Legnani padre e hijo respectivamente, luego con los relatos y presentación de Jorge Luis Legnani, comentarios, datos y estadísticas del profesor Alberto Oscar Juárez y en boxes, notas y entrevistas de Andrés Galasso y Daniel Bosco aproximadamente. Y, por último el equipo Carburando a través de las pantallas de Canal 13 de Buenos Aires, Televisión Sateltital Codificada o TSC y Torneos y Competencias o TyC Sports encabezados por también la familia de don Isidro González Longhi y los relatos + presentación de Eduardo Jorge (Cacho) González Rouco, comentarios, datos y estadísticas también hacia los relatos y presentación previa  de Eduardo Ruiz y el hijo de Cacho Daniel González Rouco, colaboración especial de Andrés Perco y en boxes, notas y entrevistas de Roberto Mayorana o Andrés Agulla.
El primer campeón fue Kissling. Luego llegarían los dos títulos de Tito Bessone y el de Cocho López en 1985. Fue precisamente durante este año que la categoría decidió renovar los 280 ZX. El modelo elegido fue el Nissan 300 ZX, equipado con un motor V6 de 3000 cc. Pero para ese entonces, tanto el TC 2000 como el Turismo Nacional comenzaban a nutrirse de vehículos más modernos, y muchas de las figuras del CAP decidieron cambiar de categoría. Aun cuando ambos modelos convivieron durante un tiempo en la pista, la convocatoria del público comenzó a declinar.
La categoría sobrevivió hasta 1991, año en que dejó de fiscalizarse a nivel nacional. Luego de ello, los autos continuaron corriendo en Súper Turismo 3000 de la Asociación Corredores Turismo Carretera en la fase deportiva y técnica y Comisión Asesora y Fiscalizadora junto a FADRA Fundación del Automovilismo Deportivo de la República Argentina o en Turismo Internacional año 2001 de la Comisión Deportiva Automovilística del Automóvil Club Argentino.

## Campeones
| Clase Única                | Clase Única          | Clase Única   |
| Año                        | Piloto               | Automóvil     |
| -------------------------- | -------------------- | ------------- |
| 1982                       | Guillermo Kissling   | Datsun 280 ZX |
| 1983                       | Ernesto Bessone II   | Datsun 280 ZX |
| 1984                       | Ernesto Bessone II   | Datsun 280 ZX |
| 1985                       | Osvaldo Abel López   | Datsun 280 ZX |
| Clase Datsun 280 ZX        |                      |               |
| 1986                       | Alejandro Rementeria | Datsun 280 ZX |
| 1987                       | Hugo Redolfi         | Datsun 280 ZX |
| 1988                       | Ariel Bakst          | Datsun 280 ZX |
| Clase Nissan 300 ZX        |                      |               |
| 1986                       | Osvaldo Abel López   | Nissan 300 ZX |
| 1987                       | Osvaldo Abel López   | Nissan 300 ZX |
| 1988                       | Carlos Costilla      | Nissan 300 ZX |
| Clase Única                |                      |               |
| 1989                       | Rubén Bulla          | Datsun 280 ZX |
| 1990                       | Rubén Bulla          | Datsun 280 ZX |
| 1991                       | Carlos Luaces        | Nissan 300 ZX |
| 1992                       | Carlos Luaces        | Nissan 300 ZX |
| 1993                       | Patricio Spinella    | Nissan 300 ZX |
| Super Turismo 3000         |                      |               |
| 1994                       | Pablo Victorica      | Nissan 300 ZX |
| 1995                       | Christian Satriano   | Nissan 300 ZX |
| Gran Turismo Internacional |                      |               |
| 1996                       | Patricio Spinella    | Nissan 300 ZX |
| 1997                       | Diego Aventin        | BMW 325       |

## Pilotos con más victorias
13: Osvaldo "Cocho" López

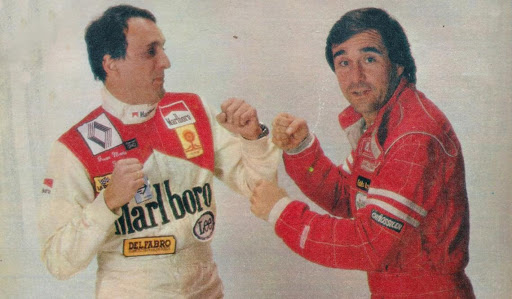
Juan María Traverso y Osvaldo Abel López, año 1986.

12: Ernesto "Tito" Bessone y Carlos Luaces
10: Esteban Fernandino y Rubén Bulla
9: Ariel Bakst y Hugo Redolfi
8: Luis Rubén Di Palma
6: Guillermo Kissling, Alejandro Rementería y Alejandro Spinella
5: Gustavo Der Ohanessian y Ángel Monguzzi
4: Walter Alifraco, Osvaldo "Cacho" Cao, Daniel Musso y Daniel Mustafá.